# 1970-es úszó-Európa-bajnokság
Az 1970-es úszó-Európa-bajnokságot Barcelonában, Spanyolországban rendezték szeptember 5. és szeptember 13. között. Az Eb-n 34 versenyszámot rendeztek. 30-at úszásban, 4-et műugrásban és egyet vízilabdában.
A férfiaknál és a nőknél is a programra került a 200 m-es gyorsúszás, a 100 m-es mellúszás és a 200 vegyesúszás. Továbbá a férfiaknál a 100 m-es pillangóúszás és a 100 m-es hátúszás, a nőknél pedig a 800 m-es gyorsúszás, a 200 m-es hátúszás és a 200 m-es pillangóúszás volt új versenyszám.

## Éremtáblázat
(A táblázatban Magyarország és a rendező nemzet eltérő háttérszínnel kiemelve.)
| Helyezés | Nemzet         | Arany | Ezüst | Bronz | Összesen |
| 1.       | NDK            | 16    | 9     | 9     | 34       |
| 2.       | Szovjetunió    | 6     | 4     | 8     | 18       |
| 3.       | NSZK           | 4     | 6     | 4     | 14       |
| 4.       | Svédország     | 3     | 2     | 2     | 7        |
| 5.       | Magyarország   | 2     | 3     | 0     | 5        |
| 6.       | Olaszország    | 1     | 2     | 2     | 5        |
| 7.       | Franciaország  | 1     | 2     | 0     | 3        |
| 8.       | Csehszlovákia  | 1     | 0     | 0     | 1        |
| 9.       | Jugoszlávia    | 0     | 3     | 1     | 4        |
| 10.      | Spanyolország  | 0     | 2     | 2     | 4        |
| 11.      | Hollandia      | 0     | 1     | 2     | 3        |
| 12.      | Nagy-Britannia | 0     | 0     | 4     | 4        |
| Összesen | Összesen       | 34    | 34    | 34    | 102      |

## A magyar versenyzők eredményei
Érmesek
| Érem  | Versenyző | Versenyszám | Versenyszám         | Dátum          |
| ----- | --- | ----------- | ------------------- | -------------- |
| Arany | Gyarmati Andrea | úszás       | Női 100 m pillangó  | szeptember 8.  |
| Arany | Gyarmati Andrea | úszás       | Női 200 m hát       | szeptember 10. |
| Ezüst | Gyarmati Andrea | úszás       | Női 100 m hát       | szeptember 6.  |
| Ezüst | Gyarmati Andrea Turóczy Judit Kovács Edit Patóh Magda (Törzs Mária)                                                                                          | úszás       | Női 4 × 100 m gyors | szeptember 11. |
| Ezüst | Bodnár András Cservenyák Tibor Faragó Tamás Görgényi István Gyerő Csaba Kásás Zoltán Konrád Ferenc Sárosi László Steinmetz János Szívós István Wiesner Tamás | vízilabda   | Vízilabda           | szeptember 12. |

## Érmesek

### Úszás

#### Férfi
| Versenyszám               | Arany                                                                                | Arany   | Ezüst                                                                                      | Ezüst   | Bronz                                                                                   | Bronz   |
| ------------------------- | ------------------------------------------------------------------------------------ | ------- | ------------------------------------------------------------------------------------------ | ------- | --------------------------------------------------------------------------------------- | ------- |
| 100 m-es gyorsúszás       | Michel Rousseau · Franciaország                                                      | 52,9    | Roland Matthes · NDK                                                                       | 53,5    | Georgijs Kuļikovs · Szovjetunió                                                         | 53,7    |
| 200 m-es gyorsúszás       | Hans Faßnacht · NSZK                                                                 | 1:55,2  | Gunnar Larsson · Svédország                                                                | 1:55,7  | Georgijs Kuļikovs · Szovjetunió                                                         | 1:56,6  |
| 400 m-es gyorsúszás       | Gunnar Larsson · Svédország                                                          | 4:02,6  | Hans Faßnacht · NSZK                                                                       | 4:03,0  | Santiago Esteva · Spanyolország                                                         | 4:08,3  |
| 1500 m-es gyorsúszás      | Hans Faßnacht · NSZK                                                                 | 16:19,9 | Werner Lampe · NSZK                                                                        | 16:25,6 | Santiago Esteva · Spanyolország                                                         | 16:35,7 |
|                           |                                                                                      |         |                                                                                            |         |                                                                                         |         |
| 100 m-es hátúszás         | Roland Matthes · NDK                                                                 | 58,9    | Santiago Esteva · Spanyolország                                                            | 59,9    | Bob Schoutsen · Hollandia                                                               | 1:00,4  |
| 200 m-es hátúszás         | Roland Matthes · NDK                                                                 | 2:08,8  | Santiago Esteva · Spanyolország                                                            | 2:09,7  | Volker Werner · NDK                                                                     | 2:11,5  |
|                           |                                                                                      |         |                                                                                            |         |                                                                                         |         |
| 100 m-es mellúszás        | Nyikolaj Pankin · Szovjetunió                                                        | 1:06,8  | Roger-Philippe Menu · Franciaország                                                        | 1:07,8  | Rolf Klees · NSZK                                                                       | 1:08,1  |
| 200 m-es mellúszás        | Klaus Katzur · NDK                                                                   | 2:26,0  | Nyikolaj Pankin · Szovjetunió                                                              | 2:26,1  | Walter Kusch · NSZK                                                                     | 2:28,2  |
|                           |                                                                                      |         |                                                                                            |         |                                                                                         |         |
| 100 m-es pillangóúszás    | Hans Lampe · NSZK                                                                    | 57,5    | Udo Poser · NDK                                                                            | 57,9    | Vlagyimir Nyemsilov · Szovjetunió                                                       | 58,0    |
| 200 m-es pillangóúszás    | Udo Poser · NDK                                                                      | 2:08,0  | Folkert Meeuw · NSZK                                                                       | 2:08,2  | Hartmut Flöckner · NDK                                                                  | 2:09,6  |
|                           |                                                                                      |         |                                                                                            |         |                                                                                         |         |
| 200 m-es vegyesúszás      | Gunnar Larsson · Svédország                                                          | 2:09,3  | Matthias Pechmann · NDK                                                                    | 2:13,6  | Hans Ljungberg · Svédország                                                             | 2:14,3  |
| 400 m-es vegyesúszás      | Gunnar Larsson · Svédország                                                          | 4:36,2  | Hans Faßnacht · NSZK                                                                       | 4:36,9  | Matthias Pechmann · NDK                                                                 | 4:40,6  |
|                           |                                                                                      |         |                                                                                            |         |                                                                                         |         |
| 4 × 100 m-es gyorsváltó   | Szovjetunió · Vlagyimir Bure · Viktor Mazanov · Georgijs Kuļikovs · Leonyid Iljicsov | 3:32,3  | NSZK · Gerhard Schiller · Rainer Jacob · Folkert Meeuw · Hans Faßnacht                     | 3:34,1  | NDK · Roland Matthes · Lutz Unger · Frank Seebald · Udo Poser                           | 3:34,6  |
| 4 × 200 m-es gyorsváltó   | NSZK · Werner Lampe · Olaf von Schilling · Folkert Meeuw · Hans Faßnacht             | 7:49,5  | Szovjetunió · Georgijs Kuļikovs · Ahmed Anarbajev · Alekszandr Szamszonov · Vlagyimir Bure | 7:52,8  | NDK · Lutz Unger · Wilfried Hartung · Roland Matthes · Udo Poser                        | 7:54,5  |
| 4 × 100 m-es vegyes váltó | NDK · Roland Matthes · Klaus Katzur · Udo Poser · Lutz Unger                         | 3:54,4  | Franciaország · Jean-Paul Berjeau · Roger-Philippe Menu · Alain Mosconi · Michel Rousseau  | 3:57,6  | Szovjetunió · Viktor Kraszko · Nyikolaj Pankin · Vlagyimir Nyemsilov · Leonyid Iljicsov | 3:58,0  |

#### Női
| Versenyszám               | Arany                                                                            | Arany  | Ezüst | Ezüst  | Bronz                                                                                 | Bronz  |
| ------------------------- | -------------------------------------------------------------------------------- | ------ | --- | ------ | ------------------------------------------------------------------------------------- | ------ |
| 100 m-es gyorsúszás       | Gabriele Wetzko · NDK                                                            | 59,6   | Mirjana Šegrt · Jugoszlávia                                                                                  | 1:00,8 | Alexandra Jackson · Nagy-Britannia                                                    | 1:00,8 |
| 200 m-es gyorsúszás       | Gabriele Wetzko · NDK                                                            | 2:08,2 | Mirjana Šegrt · Jugoszlávia                                                                                  | 2:11,9 | Yvonne Nieber · NDK                                                                   | 2:12,8 |
| 400 m-es gyorsúszás       | Elke Sehmisch · NDK                                                              | 4:32,9 | Gunilla Jonsson · Svédország                                                                                 | 4:36,8 | Karin Tülling · NDK                                                                   | 4:38,0 |
| 800 m-es gyorsúszás       | Karin Neugebauer · NDK                                                           | 9:29,1 | Linda de Boer · Hollandia                                                                                    | 9:35,7 | Novella Calligaris · Olaszország                                                      | 9:38,8 |
|                           |                                                                                  |        | |        |                                                                                       |        |
| 100 m-es hátúszás         | Tyinatyin Lekveisvili · Szovjetunió                                              | 1:07,8 | Gyarmati Andrea · Magyarország                                                                               | 1:07,9 | Jacobje Buter · Hollandia                                                             | 1:08,5 |
| 200 m-es hátúszás         | Gyarmati Andrea · Magyarország                                                   | 2:25,5 | Barbara Hofmeister · NDK                                                                                     | 2:26,6 | Tyinatyin Lekveisvili · Szovjetunió                                                   | 2:27,1 |
|                           |                                                                                  |        | |        |                                                                                       |        |
| 100 m-es mellúszás        | Galina Prozumenscsikova · Szovjetunió                                            | 1:15,6 | Uta Frommater · NSZK                                                                                         | 1:16,9 | Alla Grebennyikova · Szovjetunió                                                      | 1:16,9 |
| 200 m-es mellúszás        | Galina Prozumenscsikova · Szovjetunió                                            | 2:40,7 | Alla Grebennyikova · Szovjetunió                                                                             | 2:43,5 | Dorothy Harrison · Nagy-Britannia                                                     | 2:45,6 |
|                           |                                                                                  |        | |        |                                                                                       |        |
| 100 m-es pillangóúszás    | Gyarmati Andrea · Magyarország                                                   | 1:05,0 | Helga Lindner · NDK                                                                                          | 1:05,6 | Edeltraut Koch · NSZK                                                                 | 1:05,8 |
| 200 m-es pillangóúszás    | Helga Lindner · NDK                                                              | 2:20,2 | Mirjana Šegrt · Jugoszlávia                                                                                  | 2:24,5 | Evelyn Stolze · NDK                                                                   | 2:25,6 |
|                           |                                                                                  |        | |        |                                                                                       |        |
| 200 m-es vegyesúszás      | Martina Grunert · NDK                                                            | 2:26,6 | Evelyn Stolze · NDK                                                                                          | 2:29,3 | Shelagh Ratcliffe · Nagy-Britannia                                                    | 2:29,6 |
| 400 m-es vegyesúszás      | Evelyn Stolze · NDK                                                              | 5:07,0 | Brigitte Schuchardt · NDK                                                                                    | 5:18,3 | Shelagh Ratcliffe · Nagy-Britannia                                                    | 5:19,6 |
|                           |                                                                                  |        | |        |                                                                                       |        |
| 4 × 100 m-es gyorsváltó   | NDK · Gabriele Wetzko · Iris Komar · Elke Sehmisch · Sabine Schulze              | 4:00,8 | Magyarország · Gyarmati Andrea · Turóczy Judit · Kovács Edit · Patóh Magdolna                                | 4:02,7 | Svédország · Elisabeth Berglund · Eva Andersson · Anita Zarnowiecki · Gunilla Jonsson | 4:07,4 |
| 4 × 100 m-es vegyes váltó | NDK · Barbara Hofmeister · Brigitte Schuchardt · Helga Lindner · Gabriele Wetzko | 4:30,1 | Szovjetunió · Tyinatyin Lekveisvili · Galina Prozumenscsikova · Valentyina Tutajeva · Tatyjana Zolotnyickaja | 4:31,3 | NSZK · Angelika Kraus · Uta Frommater · Heike Nagel · Heidemarie Reineck              | 4:33,4 |

### Műugrás
Férfi
| Versenyszám         | Arany                         | Arany  | Ezüst                       | Ezüst  | Bronz                          | Bronz  |
| ------------------- | ----------------------------- | ------ | --------------------------- | ------ | ------------------------------ | ------ |
| 3 m-es műugrás      | Franco Cagnotto · Olaszország | 555,21 | Klaus Dibiasi · Olaszország | 534,72 | Vlagyimir Vaszin · Szovjetunió | 529,80 |
| 10 m-es toronyugrás | Lothar Matthes · NDK          | 454,74 | Klaus Dibiasi · Olaszország | 444,18 | Franco Cagnotto · Olaszország  | 435,36 |

Női
| Versenyszám         | Arany                           | Arany  | Ezüst                | Ezüst  | Bronz                          | Bronz  |
| ------------------- | ------------------------------- | ------ | -------------------- | ------ | ------------------------------ | ------ |
| 3 m-es műugrás      | Heidi Becker · NDK              | 420,63 | Marina Janicke · NDK | 407,22 | Tamara Szafonova · Szovjetunió | 405,60 |
| 10 m-es toronyugrás | Milena Duchková · Csehszlovákia | 336,33 | Marina Janicke · NDK | 329,85 | Sylvia Fiedler · NDK           | 322,26 |

### Vízilabda
| Versenyszám | Arany       | Ezüst        | Bronz       |
| ----------- | ----------- | ------------ | ----------- |
| Férfi       | Szovjetunió | Magyarország | Jugoszlávia |